# Margaret Domka

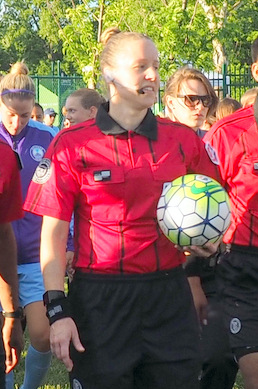
Margaret Domka (2016)

Margaret Domka (* 13. August 1979) ist eine US-amerikanische Fußballschiedsrichterin.
Am 31. August 2014 pfiff Domka das Finale der National Women’s Soccer League 2014 zwischen dem Seattle Reign FC und dem FC Kansas City (1:2).
Sie leitete vier Spiele bei der U-20-Weltmeisterschaft 2012 in Japan, darunter das Spiel um Platz 3 zwischen Nigeria und Japan (1:2), sowie drei Spiele bei der U-20-Weltmeisterschaft 2014 in Kanada, darunter das Halbfinale zwischen Nordkorea und Nigeria (2:6).
Beim CONCACAF Women’s Gold Cup 2014 in den Vereinigten Staaten pfiff Domka ein Gruppenspiel.
Im Jahr darauf wurde Domka für die Fußball-Weltmeisterschaft 2015 in Kanada nominiert und leitete hierbei ebenfalls ein Spiel in der Gruppenphase.